# Здравец
Село Здравец се налази у општини Трговиште у Бугарској. Према подацима од 21.07.2005. године има 526 становника.